# Giardino Anna Frank
Il giardino Anna Frank (jardin Anne-Frank) è un giardino del quartiere Sainte-Avoye, nel  III arrondissement di Parigi; il nome gli è stato assegnato in omaggio alla vittima dell'Olocausto, Anna Frank.

## Descrizione
Il giardino si estende su 4000 m² negli ex giardini dell'hôtel de Saint-Aignan. Ove si trova oggi il Museo di storia e arte del giudaismo (ingresso dalla rue du Temple). È l'unico giardino pubblico del quartiere Sainte-Avoye.
La cerimonia  d'inaugurazione, nel corso della quale è stato piantato un ricaccio di ippocastano, si è svolta il 20 giugno 2007 in presenza di Bertrand Delanoë, sindaco di Parigi, Pierre Aidenbaum, sindaco del III arrondissement e di Hans Westra, direttore della Casa di Anna Frank ad Amsterdam.

## Accesso
Il luogo è accessibile dal n. 14 dell'impasse Berthaud.
Il giardino è servito dalla linea 11 del Metrò, stazione Rambuteau.